# An Hiệp, Châu Thành (Đồng Tháp)
An Hiệp là một xã cũ thuộc huyện Châu Thành cũ, tỉnh Đồng Tháp, Việt Nam.
Xã An Hiệp có diện tích 15,48 km², dân số năm 1999 là 12.981 người, mật độ dân số đạt 839 người/km².